# Дона Флор и два её мужа (фильм)
«Дона Флор и два её мужа» — бразильский кинофильм по одноимённому роману Жоржи Амаду.
В 1982 году американский режиссёр Роберт Маллигэн по мотивам фильма Бруну Баррету поставил ремейк — «Поцелуй меня на прощание» (англ. Kiss Me Goodbye). Сюжетная линия была сохранена, но действие перенесено в США.

## Сюжет
Дона Флор — молодая преподавательница кулинарии, живущая в Салвадоре (бразильский штат Баия). В начале истории она состоит замужем за развратником, бражником и кутилой Валдомиро, который не только регулярно проматывает заработанные женой деньги в рулетку, но и частенько поколачивает жену. Вскоре от разгульной жизни Валдомиро умирает, оставив Флор вдовой. Через некоторое время она вновь выходит замуж за владельца соседней аптеки по имени Теодору Мадурейра. Второй супруг оказывается полной противоположностью первому — спокойным, внимательным и… скучным. Горячо признательная новому мужу за заботу и внимание, героиня, однако, признается себе и католическому священнику, что новая семейная жизнь пресна и уныла. Пресен и уныл Теодору, который занимается сексом с молодой женой не снимая рубашки, размеренно, неторопливо и не слишком часто, словом, «без огня». Тоска по умершему мужу не проходит, и к Флор начинает являться призрак развратника мужа, причём в любое время дня и ночи, с непристойными предложениями. Но видит его только она сама. Теперь ей предстоит сложный выбор из двух мужей.

## В ролях
- Соня Брага — Дона Флор
- Жозе Вилкер — Валдомиро
- Мауро Мендонса — Теодоро Мадурейра
- Дебора Брильянти — Розилда
- Нельсон Шавьер — Мирандон
- Руй Резенде — Казуза
- Марио Гусман — Аригоф
- Нельсон Данташ — Клодуальдо
- Нильда Спенсер — Динора
- Бетти Лаго — Зизи
- Бетти Фария — Лениза Майер
- Суэли Франко — Дона Норма
- Лисия Магна — Фило
- Мерседес Рул — Девушка в казино

## Премии
Фильм номинировался в 1979 году на «Золотой глобус» (США) как лучший иностранный фильм.
Соня Брага в 1981 году номинировалась на премию BAFTA как открытие года.